# Stanisław Brzozowski (Philosoph)

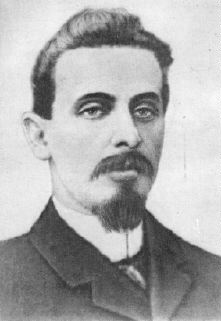
Stanisław Brzozowski

Stanisław Brzozowski (* 28. Juni 1878 in Maziarnia bei Chełm, Russisches Kaiserreich; † 30. April 1911 in Florenz) war ein polnischer Philosoph und Schriftsteller.
Brzozowski entwickelte seine Philosophie weitgehend unter dem Einfluss der Philosophen Immanuel Kant und Johann Gottlieb Fichte, später Karl Marx, Friedrich Nietzsche, Henri Bergson und William James. Seine Auseinandersetzung mit dem Historischen Materialismus brachte ihn Georges Sorel und Antonio Labriola nahe. Ein Hauptbegriff seiner Philosophie wurde, ausgehend von Marx, die Arbeit.

## Leben
Brzozowski starb an Tuberkulose, die er sich infolge längerer Haft in einem zaristischen Gefängnis wegen Aktivitäten in der polnischen Unabhängigkeitsbewegung zuzog. 1908 verdächtigte ihn der russische Schriftsteller Wladimir Burzew öffentlich der Mitarbeit bei der zaristischen Ochrana. Die Anschuldigungen wurden in zahlreichen Publikationsorganen der Arbeiterbewegung wiederholt. Die polnischen Schriftsteller Karol Irzykowski, Ostap Ortwin und Wacław Nałkowski verteidigten Brzozowski und verfassten eine Denkschrift. Auch Stanisław Przybyszewski solidarisierte sich mit Brzozowski. Die Anschuldigungen blieben unaufgeklärt, beschleunigten aber den gesundheitlichen Zusammenbruch Brozowskis.
Brzozowskis Arbeiten beeinflussten zahlreiche polnische Intellektuelle wie Andrzej Trzebiński, Czesław Miłosz und Stanisław Ignacy Witkiewicz.

## Position zum historischen Materialismus
Über den historischen Materialismus schrieb er folgendermaßen:
Denn der Geschichtsmaterialismus ist nichts anderes als die Methode, alles zu erforschen, was das Werk der Menschheit ist, also auch die Moral, das Recht, die Wissenschaft, die Kunst – eine Methode, die nicht von außen an die Probleme herantritt, sondern deren inneres Wesen bloßlegt und sie in ihrem Werden ergreift. Ist doch die ganze Kulturwelt das Werk der Menschheit, und der historische Materialismus zeigt uns ihr Entstehen und Werden aus Menschenleben und Menschheitsarbeit. Der Geschichtsmaterialismus ist das Selbstbewusstsein der geschichtlichen Schöpfungskraft, die aus sich Kunst und Literatur, Wissenschaft, Recht, Moral, Religion und Sozialwirtschaft gebärt – er zeigt alles das als das Werk der Menschheit und diese hinter ihrem Werke; er zeigt uns somit die Kraft, die die Kulturwelt aus sich heraus schafft und deren Formen bildet, um dann hinter diese oder über diese zu wachsen. Er beschreibt daher die Kulturerscheinungen nicht von außen, sondern dringt in ihr Wesen hinein, beleuchtet die Probleme, die in ihnen unbewusst steckten, betrachtet die Kunst als Menschheitsproblem und löst auf diese Weise und dadurch die Probleme der Kunst selbst.

## Werke auf Polnisch
- Pod ciężarem Boga (1901)
- Filozofia czynu. 1903.
- Wiry. 1904.
- Współczesna powieść polska (1906)
- Kultura i życie. Zagadnienia sztuki i twórczości w walce o światopogląd (1907)
- Współczesna krytyka literacka w Polsce (1907)
- Płomienie (1908)
- Legenda Młodej Polski. Studia o strukturze duszy kulturalnej (1909)
- Idee. Wstęp do filozofii dojrzałości dziejowej (1910)
- Sam wśród ludzi (1911, powieść)
- Głosy wśród nocy. Studia nad przesileniem romantycznym kultury europejskiej (1912)
- Pamiętnik  (1913)
- Widma moich współczesnych (1914)
- Książka o starej kobiecie (1914)

## Werke auf Deutsch
- Stanisław Brzozowski: Der Geschichtsmaterialismus als Kulturphilosophie und andere Schriften. Hrsg. von Aleksandra Konarzewska, Alexander Karl Golec, ibidem-Verlag, Stuttgart 2021, ISBN 978-3-8382-1396-5.
- Stanislaw Brzozowski: Flammen. Aus den hinterlassenen Aufzeichnungen des Michael Kaniowski. Bd. 1–2, Bong, Berlin/ Leipzig/ Wien/ Stuttgart 1920.
- Stanislaus Brzozowski: Der Geschichtsmaterialismus als Kulturphilosophie: Ein philosophisches Programm. In: Die Neue Zeit: Wochenschrift der Deutschen Sozialdemokratie. 2. Bd., H. 31, 1907, S. 153–160.